# Chiara Montanari
Chiara Montanari (Pisa, 23 settembre 1974) è un'ingegnera italiana, prima donna italiana ad aver guidato una spedizione internazionale in Antartide.

## Biografia
Vissuta a Piombino fino alla maturità scientifica, nel 2001 si laurea in ingegneria civile presso l'Università di Pisa con una tesi su un progetto di riscaldamento per la base italiana che si trova nella zona della baia di Ross, progetto poi realizzato in Antartide dal PNRA.
Consegue nel 2010 il Master di II livello della Ricerca e Innovazione presso il MIT la business school del Politecnico di Milano.

## Attività professionale
Dal 2001 a Roma è Operation Manager e Science Manager presso il PNRA, impegnandosi in attività di interfaccia tra i diversi attori coinvolti in progetti di esplorazione, attività che prosegue fino al 2008.
Ottiene un assegno di ricerca biennale in teoria dell'organizzazione al Politecnico di Milano nel 2008 e contemporaneamente partecipa a due missioni in Antartide.
Nel 2011 si trasferisce a Londra dove dirige una compagnia che si occupa di innovazione e broadcasting digitale. Tornata in Italia, si occupa ancora di innovazione attraverso le partnership strategiche Italia-Cina. e successivamente apre un'attività di consulenza per le aziende interessate a risvegliare l'Antarctic Mindset, ovvero la capacità di prosperare nell'incertezza.

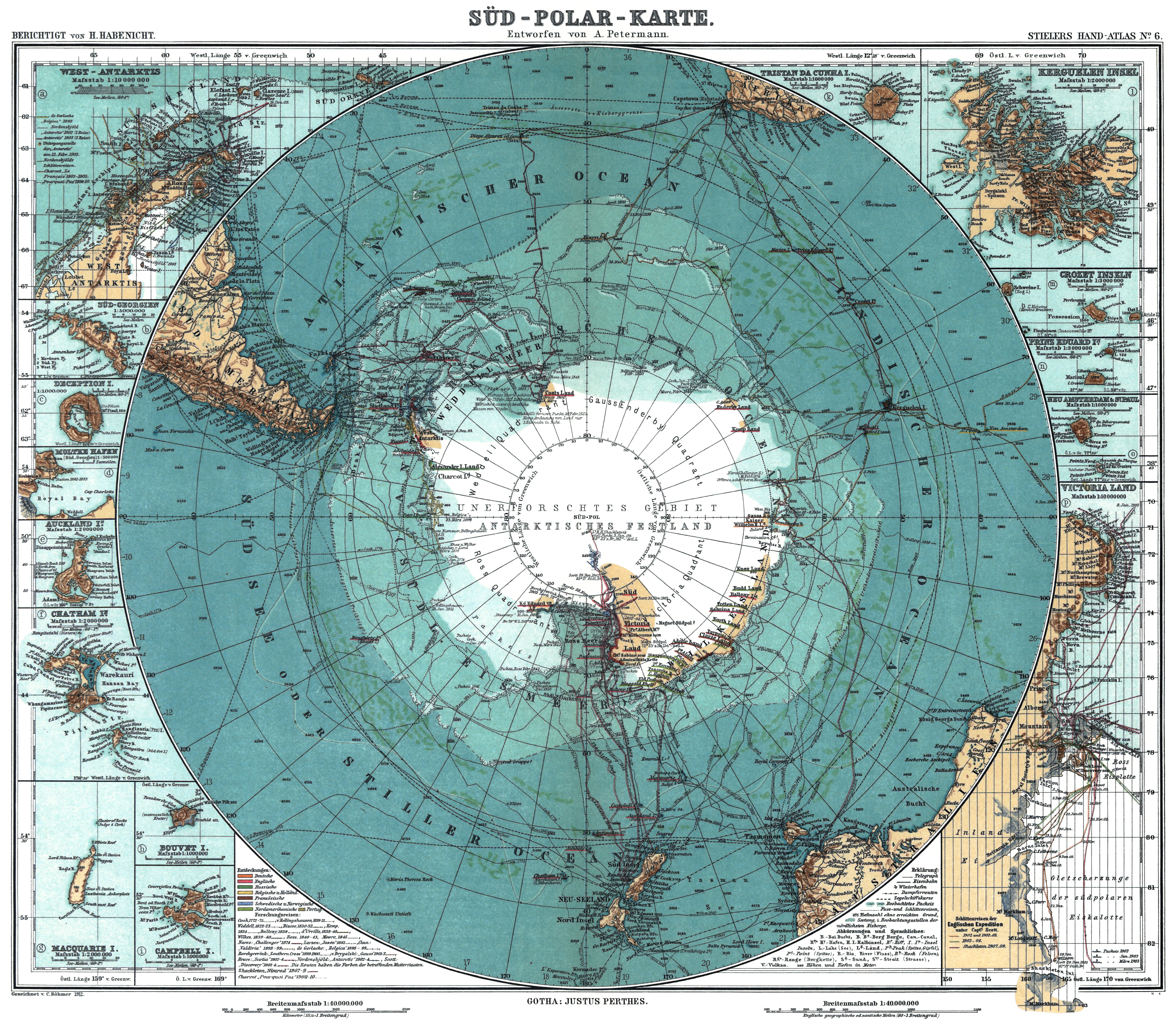
Mappa Antartide, 1912

### In Antartide
Fa il suo primo viaggio nel 2003-04 nell'Antartide in qualità di capospedizione, è cioè responsabile della direzione dei lavori per l'installazione nella base italiana Mario Zucchelli, di un sistema HVAC, riscaldamento, ventilazione e condizionamento dell'aria ad alta efficienza energetica, da lei progettato partendo dalla sua tesi.

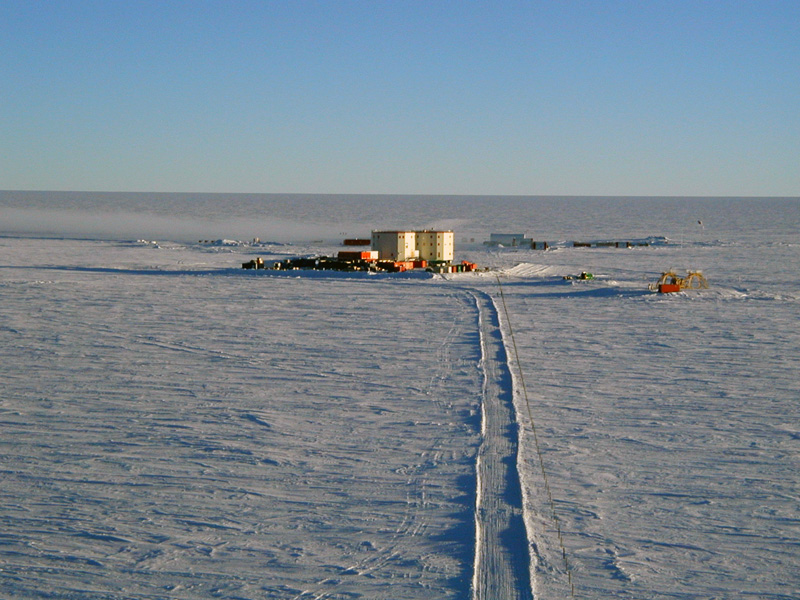
Stazione Concordia

Torna in Antartide nel 2009 alla stazione Concordia una prima volta come capo spedizione di 3 mesi per PNRA e una seconda volta come capo tecnico della missione per IPEV, un ente di ricerca francese. Concordia è una base collocata al centro dell'Antartide a 3 233 metri a 1 200 chilometri dalla costa e con temperature che d'estate sono a −50 °C e in inverno −80 °C.
Torna nel novembre del 2015 a capo della missione scientifica del Belgio presso la base Princes Elisabeth station antartica; in questa spedizione, al suo arrivo alla stazione, il gruppo scopre che la base era stata saccheggiata e quindi mancano molti strumenti essenziali sia per la sopravvivenza che per la ricerca. Chiara come responsabile del gruppo deve mettere in campo tutte le sue competenze organizzative per consentire la prosecuzione delle attività in una situazione estrema.

### In Italia
Nel 2012 per approfondire gli studi sulla complessità lavora con Gianluca Bocchi come ricercatrice presso l'allora istituto CE.R.CO - Centro di Ricerca sull'Antropologia e l'Epistemologia della Complessità Università degli Studi di Bergamo.
Tra il 2019-2020 è associata al CE.R.Co dell'Università degli Studi di Bergamo (ora sezione del CQIA) e conduce un progetto di ricerca in collaborazione con Gianluca Bocchi sul tema della complessità e dell'azione umana.  Focalizza i suoi interessi sulla possibilità di utilizzare imprevisti e incertezze come attivatori dei nostri talenti e della nostra creatività, con particolare attenzione all'impatto delle trasformazioni accelerate sull'uomo e sull'ecosistema più in generale.
Nel 2015 ha pubblicato il libro Cronache nei ghiacci, 90 giorni in Antartide, in cui propone l'idea che il mondo contemporaneo stia diventando sempre più simile all'Antartide (elevata complessità, alto rischio e incertezza permanente). Nel 2022 il testo è stato adattato per il teatro da Marco Rampoldi.

## Antarctic mindset
(Chiara Montanari)
Dalla esperienza maturata nella direzione di diverse missioni nell'Antartide con il ruolo di Capospedizione ha ideato insieme al filosofo della scienza Gianluca Bocchi, e rifacendisi anche a Mauro Ceruti e al sociologo francese Edgar Morin, un metodo per la gestione dell'imprevisto da lei chiamato antarctic mindset. La condizione estrema che si vive in Antartide obbliga, infatti, a mettere a punto capacità molto elevate per affrontare il tema dell'imprevisto, dell'imprevedibile e dell'imponderabile. Il responsabile di una organizzazione ha il compito di gettare ponti tra le diversità, creare senso per il gruppo e di insegnare a navigare per saper cogliere le opportunità e sviluppare fiducia sia nel gruppo sia nella situazione che cambia. "Un ambiente estremo ti porta a sviluppare la capacità di giocare d'anticipo facendo mille piani e a imparare a innovare ogni volta che la situazione lo richiede. Devi saper creare la collaborazione nei membri del tuo team, mentre fai competere le loro idee; saper ascoltare a lungo e decidere in fretta; avere una visione di sintesi e l'attenzione ai dettagli; usare la tua razionalità mentre ascolti il tuo istinto. Insomma, sei coinvolto corpo e mente, e le maschere cadono:tu devi imparare a essere vivo."
Questa sua competenza le è valsa dal 2018 l'incarico di interface manager del progetto Cherenkov Telescope Array Observatory (Ctao): un progetto per costruire l'osservatorio di raggi gamma ad alta energia più grande e sensibile del mondo, con decine di telescopi pianificati tra La Palma, in Spagna, e Paranal, in Cile, sostenuto da oltre 200 istituti di ricerca da 31 Paesi.

## Attività di divulgatrice
È intervenuta molte volte alle conferenze TEDx e collabora con diverse organizzazioni non-profit sia sul tema dell'empowerment per l'imprenditoria giovanile, sia sui temi di sensibilizzazione verso la ricerca e la sostenibilità ambientale.

## Riconoscimenti
- 2019 Inserita da Startup Italia tra le 150 donne che “contribuiscono in modo significativo all’innovazione del nostro paese"[15].
- 2018 Inserita da Forbes Italia tra le “100 italiane vincenti”[16]
- 2017 Inserita nel sito 100esperte[17]
- 2016, Premio “Ingenio al femminile”, Consiglio Nazionale Ingegneri di Roma
- 2016, Best Storyteller, Adventure Awards, Arco di Trento[18].
- 2014, Assegnato l'Ambrogino d’oro dal Comune di Milano[14]

## Scritti
- Chiara Montanari, Cronache dai ghiacci. 90 giorni in Antartide, Milano, Mondadori, ISBN 978-88-918-0074-9.
- Ecco perché la mentalità antartica si può applicare alla pandemia, su wired.it, 29 settembre 2020. URL consultato il 17 settembre 2022.
- Annalisa Monfreda, A lezione di cambiamento da Chiara Montanari, esploratrice, 18 giugno 2020. URL consultato il 17 settembre 2022.
- Chiara Montanari a #Maestri, su RAI Scuola. URL consultato il 2 novembre 2022.